# Кучина, Тамара Ивановна
Тамара Ивановна Кучина (27 октября 1919, Ташкент — 2005) — советская актриса, народная артистка Казахской ССР (1975). С 1937 года — в труппе Северо-Казахстанского областного русского театра драмы им. Н. Погодина.

## Биография
Исполняла главные роли:
- Кручинина «Без вины виноватые» А.Островского;
- Софья «Зыковы»;
- «Последние» А.Горького.

Кучина передала женственность, богатство душевного мира своих героинь:
- Клавдия Васильевна («В поисках радости» В.Розова);
- Нина Александровна («Машенька» А.Афиногенова);
- Мария Александровна Ульянова («Семья» И.Попова);
- Елена Кошевая («Молодая гвардия» по А.Фадееву).

Выступала в роли Зейнеп («Чокан Валиханов» С.Муканова).